# Tim (Album)
TIM ist das dritte Studioalbum des schwedischen DJ und Produzenten Avicii. Es wurde am 6. Juni 2019 als erstes posthumes Studioalbum über Geffen Records veröffentlicht. Als Verlag agierte in erster Linie die skandinavische Abteilung der „EMI Group“. Kollaborationen sind unter anderem mit Chris Martin und den Imagine Dragons zu finden. Der Titel des Albums orientiert sich an Aviciis bürgerlichem Vornamen. Die Auswahl der Lieder übernahm die Familie, seine Studiopartner und sein Management. Es sind allesamt Songs, an denen er Statements zufolge in den Monaten vor seinem Tod gearbeitet hätte und teils für sein drittes Studioalbum beziehungsweise Teil 2 und Teil 3 seiner Avīci-EP-Serie angedacht waren. Zu 75 bis 80 Prozent fertiggestellt, übernahmen verschiedenen Co-Autoren die Vollendung, während sein langjähriger Studiopartner Carl Falk in der Rolle als ausführender Produzent des Albums agierte. Das Album wurde am 5. April 2019 angekündigt. Die erste Single-Auskopplung SOS, die von Aloe Blacc gesungen wird, wurde am 10. April 2019 veröffentlicht. Am 9. Mai 2019 folgte das Lied Tough Love mit Gesang von Vargas & Lagola als zweite Vorab-Veröffentlichung. Parallel zum Album erschien das Lied Heaven, das in Zusammenarbeit mit Chris Martin entstand als dritte und letzte Singles des Studioalbums.

## Hintergrund

### Bis zum 20. April 2018: DieAvīci-EPs
Am 10. August 2017 veröffentlichte Avicii den ersten Teil einer dreiteiligen EP-Reihe, die der Veröffentlichung seines dritten Studioalbums dienen sollte. Sie sollten die Titel Avīci (01) bis Avīci (03) tragen. Er sagte hierzu, dass er bei diesem Projekt den Fokus auf „einen Mix aus alten und neuen Songs“ setzte. Insbesondere sollen hier Lieder eine Rolle spielen, „nach denen Fans wieder und wieder fragten, die hier schlussendlich gemischt mit Songs, die sie noch nie vorher gehört haben“ enthalten sind. In einem Interview mit Pete Tong im BBC Radio 1 sagte Avicii, dass mit der Veröffentlichung der dritten EP das nach True und Stories dritte Album veröffentlicht wäre. Um Inspiration zu sammeln und Zeit für Brainstorming zu gewinnen, nahm er sich eine dreimonatige Auszeit in Afrika.
Ende Januar 2018 gab er in der sechsten Ausgabe seiner Radioshow Avicii FM bekannt, dass er zurück in Los Angeles wäre und nun mit den Arbeiten an seinen kommenden EPs beginnen würde:

„Ich bin jetzt zurück in LA und habe mehr oder weniger mit den Arbeiten an der EP angefangen. Ich werde euch hier auf dem Laufenden halten, inwieweit ich bei der Produktion der EP fortschreite. Jetzt erstmal werde ich versuchen zu entscheiden, welche Lieder auf die EP kommen, denn ich habe eine Menge Lieder, mit deren Produktion ich noch nicht begonnen habe. Ich werde die Lieder herauspicken und dann im März mit einer Reihe an Studio-Sessions beginnen, auf die ich mich wirklich freue. Ich werde mich dort mit mehreren altbekannten Produktionsteams zusammensetzen, mit denen ich bereits mehrere Lieder produziert habe.“

Ab März 2018 teilte er in verschiedenen sozialen Netzwerken seine derzeitigen Arbeiten im Studio. Neil Jacobson von Aviciis Label „Geffen Records’“, auf dem die erste EP erschien, erzählte gegenüber der Variety, dass „die gemeinsamen Produktionen seine besten Werke seit Jahren hervorbrachten.“ Er beschrieb Avicii als „inspiriert“ und „begeistert“. Es wäre in dieser Zeit sogar so weit gekommen, dass sie den Studiosessions „Schlusszeiten“ beifügen mussten, da Avicii so sehr an die Arbeit gefesselt worden war, dass er „teils 16 Stunden ohne Pause durcharbeitete“. Die Videos zeigten ihn unter anderem mit Noonie Bao, Carl Falk und Joakim Berg im Studio. Teile der Entstehungsgeschichten der nun auch auf dem Album zu findenden Lieder Fades Away und Hold the Line sind dabei zu sehen. Anfang April 2018 lud er den britischen Musiker Joseph „Joe“ Janiak in sein Studio in Los Angeles ein. Gemeinsam mit ihm und Carl Falk nahm er eine Reihe an Liedern auf, von denen später auch mehrere Teil der Tracklist werden sollten. Am 7. April 2018, dem letzten Abend vor einer geplanten Auszeit vom Produzieren schrieb er das von Janiak gesungene Lied Never Leave Me.
Am 8. April 2018 besuchte er Maskat, die Hauptstadt des arabischen Omans. Nicht nur wollte er hier Urlaub machen, sondern auch Inspiration sammeln, da ihn die arabische Musik beeindruckte. Während seiner Anreise kommunizierte er mit dem schwedischen Musiker Vincent Pontare, mit dem er bereits seit Beginn seiner Karriere mehrfach zusammenarbeitete. Pontare sagte, Avicii wäre „gespannt“ auf den Aufenthalt gewesen und sie würden „das Album [nach seinem Aufenthalt] fertigstellen“. Um das Land weiter zu erkunden, verlängerte er seinen Urlaub um eine weitere Woche. Währenddessen blieb er aber im konstanten Kontakt mit seiner Plattenfirma und veranlasste, dass seine Demos an unterschiedliche Label und Künstler geschickt wurde, um Kandidaten für die Gesangsparte ausfindig zu machen. Er beauftragte, dass sie sich bei der Wahl immer daran orientieren sollten, „was interessant für die Zuhörer ist, und nicht was „Groß“ ist und Aufmerksamkeit sorgt.“ Einige Notizen, die er in der Zeit in seinem Handy speicherte, sagten in etwa aus „Verbreite Positivität durch meine Musik, in Botschaften. Und genieße den Erfolg aber nicht den materialistischen Erfolg.“, „Bring die Künstler zum Vorschein“ und „Bring Emotionen in den Song, denn die Emotion, in der der Song geschrieben ist, ist das was dieser vermitteln wird.“

### Ab 20. April 2018: Tod Aviciis und Gerüchte

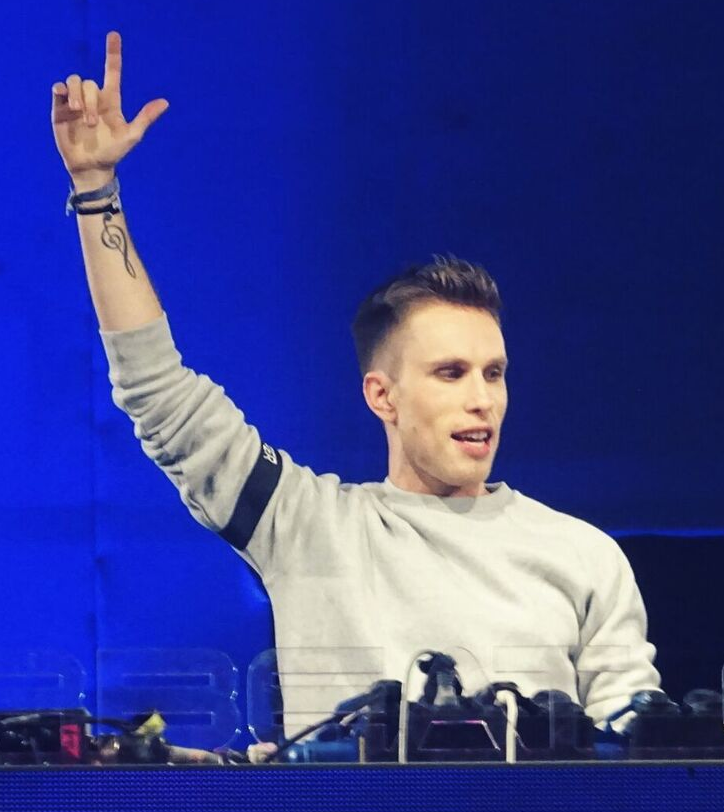
Nicky Romero, ein guter Freund Aviciis, spielte kurz nach seinem Tod erstmals die Endfassung von Heaven

Am 20. April 2018 wurde Avicii tot auf dem Gut eines Mitglieds der omanischen Königsfamilie aufgefunden. Dies kam überraschend für seinen gesamten Umkreis, da er sich seit über einem Jahr wohl in der besten Verfassung befand. Die an der Entstehung des Albums beteiligten Produzenten erzählten, dass sich zum Zeitpunkt seines Todes über 200 unveröffentlichte Songs in der „Warteschleife“ befunden haben. Einige davon seien fertiggestellt, andere noch in der Entwicklung. Die meisten betrügen einen Fertigstellungsgrad von 75 bis 80 Prozent.
Die Frage um den Verbleib von Aviciis angefangenen Produktionen dominierte diverse Foren und Musikmagazine. Es wurden Listen aller unveröffentlichten Lieder, bestätigten Kollaborationen und Bootlegs erstellt. Auf Video- und Musikplattformen erschienen Mixe aus unveröffentlichten Tracks und auch vermeintliche Titellisten und Leaks der bis dato unveröffentlichte EP Avīci (02) kursierten auch durch das Internet. Offiziell bestätigt wurde aber vorerst kein posthumes Release. Neil Johnson bestätigte jedoch, dass er im Kontakt mit der Familie stünde und ein Treffen aller Beteiligten initiieren wollen würde, um die Möglichkeiten widerzuspiegeln.
Erstmals am 27. April 2018 spielte der niederländische DJ und Produzent Nicky Romero, der sich bereits 2013 an Aviciis Track I Could be the One beteiligte, eine Vollversion des Liedes Heaven, das zu Stories-Zeiten mit dem Musiker Carl Falk produziert wurde. Während Avicii bis dato ausschließlich die von Simon Aldred eingesungene Demo-Version auf seinen Liveauftritten präsentierte, spielte Romero die Endfassung, die Gesang von Coldplay-Sänger Chris Martin enthält. Kurze Zeit später leakte die neue Version mit Martin ins Internet. Gerüchte um eine nahe liegende Single-Veröffentlichungen streuten sich.
Im August 2018 meldete sich auch Carl Falk, der in diversen Aufnahmen der Studiosessions zu sehen war via Instagram zu Wort. In einem Statement unter einem Bild, das ihn und Avicii sowie den Song Heaven zeigt, erklärt er, dass der vergangene Tag „schwer“ für ihn gewesen wäre und er „irgendwie versucht“ hätte, „diese Lieder fertig zu stellen“. Auch Aviciis Perfektionismus betont er. Es solle zusammen mit dem dritten Album posthum veröffentlicht werden.
Ende 2018 gab der US-amerikanische Sänger Aloe Blacc, der mit Avicii den Song Wake Me Up ins Leben rief ein Interview mit der Zeitschrift „Daily Star“. In diesem berichtete er, dass „noch einige Songs übrig“ wären und er davon überzeugt wäre, dass „das Plattenlabel mit seinen Eltern und der Nachlassverwaltung daran“ arbeite, „einen Weg zu finden, um diese unveröffentlichten Songs an die Öffentlichkeit zu bringen“.

### April 2019: Bestätigung und Ankündigung
Anfang April 2019, fast ein Jahr nach seinem Tod, wurde eine Pressemitteilung veröffentlicht, in der angegeben wurde, dass Avicii vor seinem Tod an einem Album gearbeitet hätte und nun dessen Co-Autoren hinzugezogen wurden, um diese Arbeiten zu beenden. Dieses Autoren- und Produzententeam stellten das Album, das „Elemente von Psychedelia, arabischer Musik, Klängen der Karibik und mehr“ enthielt, fertig. Sie griffen dabei auf detaillierte Notizen zurück, die sich auf seinem Handy und seinem Computer befanden, einige davon wurden erst wenige Tage vor seinem Tod geschrieben. Christopher Thordson, Mitglied seines Managements, übernahm die Aufgabe die Notizen zusammenzutragen. Er erzählte, dass Avicii „sehr spezifizierte Informationen über die Musik“ niederschrieb. Als Anreiz zur Veröffentlichung nannte Aviciis Vater Klas Bergling, dass er und „Tims Mutter entschieden“ hätten, dass sie „die Musik an seine Fans geben wollen, an alle, die sie hören wollen.“ Sie „wollen nicht, dass sie irgendwo eingeschlossen ist.“
Parallel mit der Pressemitteilung erschien auf dem offiziellen YouTube-Kanal von Avicii auch ein Video das den Titel Avicii - The Story Behind The Album “TIM” trägt. Hier werden Ausschnitte aus früheren Studioarbeiten gezeigt und von verschiedenen Mitwirkenden kommentiert und geehrt. Klas Bergling erklärt, wie es zur Entscheidung kam, das Album an die Öffentlichkeit zu bringen.
Bei der Titelliste des Albums wurde aus 16 möglichen Songs ausgewählt. „Universal“-Manager Per Sundin erzählte, das die Tracklist auf 12 Lieder beschränkt wurde, da einige nach Aviciis Tod eine zu starke Entwicklung erfuhren. Des Weiteren wurde bekannt gegeben, dass auch die Zusammenarbeit mit Chris Martin Heaven enthalten sein würde. Das Veröffentlichungsdatum wurde bereits hier auf den 6. Juni 2019 gesetzt. Parallel wurde auch die erste Single-Auskopplung SOS sowie dessen Mitarbeit von Aloe Blacc für den 10. April 2019 angekündigt.

### April 2019 bis Mai 2019: Erste Singleauskopplungen und Titelliste
Am 10. April 2019 erschien die erste Single-Auskopplung SOS, die zusammen mit Kristoffer Fogelmark und Albin Nedler während der Stories-Session nach Pure Grinding entstand. Sie stellten den Track nach Aviciis Tod fertig und kontaktierten für die zu dem Zeitpunkt noch fehlende Gesangsspur den US-amerikanischen Sänger Aloe Blacc, der bereits vorher als Sänger im Gespräch gewesen war.
Die zweite Single-Auskopplung folgte am 9. Mai 2019 und trägt den Titel Tough Love. Bereits einen Tag vor Veröffentlichung leakte der Song ins Internet. Tough Love stammt aus einer Studiosession, die im März 2016 stattfand und wurde von Avicii zusammen mit Salem Al Fakir und Vincent Pontare, die das Musikprojekt Vargas & Lagola bilden, geschrieben. Diese wurden auch zusammen mit Pontares Ehefrau Agnes Carlsson als Feature angegeben. Der Song orientiert sich melodisch an den Klängen indischer Musik.
Am 10. Mai 2019 wurde parallel mit der weltweiten Veröffentlichung von Tough Love das Album mit der Option zur Vorbestellung in verschiedenen Download-Portalen, darunter iTunes und Amazon veröffentlicht. Die Tracklist wurde zu diesem Zeitpunkt noch geheim gehalten, nicht jedoch, dass es nur 12 von den ursprünglich 16 ausgewählten Songs aufs Album geschafft haben. Noch am selben Tag gelangten Hacker an die endgültige Tracklist des Albums und gaben diese im Forum reddit bekannt.

### Juni 2019: Albumveröffentlichung und letzte Single
Einen Tag vor Veröffentlichung des Albums wurde das Lied Heaven, das in der Geschichte um Tim eine tragende Rolle spielte, als dritte Single-Auskopplung angekündigt. Es erschien am 6. Juni 2019 um 17 Uhr mitteleuropäischer Zeitzone parallel mit dem Studioalbum. Zwischen Morgen und Mittag des 6. Junis erschien eine Reihe Videos auf Aviciis YouTube-Kanal, die den Hintergrund jedes einzelnen Liedes beleuchten. Hier nahmen jeweils die Co-Produzenten Stellung und erzählten, welche Einflüsse es auf die Lieder gab oder welche Teile des Songs Avicii vor Herausforderung stellte. Des Weiteren wurde mit Heaven als Hintergrundmusik ein Rückblick auf die The-Cube-Kampagne geworfen.

### Entstehung und Personal
An der Entstehung des Studioalbums waren über 33 Songwriter beteiligt. Mit dabei waren neben den Featuring-Artists Musiker wie Kristoffer Fogelmark (Sänger von u. a. More Than You Know von Axwell Λ Ingrosso), Carl Falk (Songwriter von u. a. Starships von Nicki Minaj) sowie Salem Al Fakir und Vincent Pontare (Vargas & Lagola, Songwriter fast aller Axwell-Λ-Ingrosso-Lieder). Sechs verschiedene Produzenten unterstützten Avicii im Studio und stellten die Tracks nach seinem Tod fertig. Neben Ash Pouruni und Albin Nedler, legte sich bei Tim auch Carl Falk ins Zeug, der Avicii im Laufe seiner Karriere bereits mehrfach beiseite stand. Er beschrieb gegenüber der New York Times die posthumen Arbeit am Album wie eine Kollaboration mit einem Geist.

„Ich versuche bei der Produktion durch die Augen von jemand anderes zu schauen und durch die Ohren von jemand anderen zu Hören – durch diejenigen von jemandem, der nicht hier ist. Es war wirklich schwer sich nicht ständig selbst zu kritisieren. Würde er es mögen? Was hätte er getan?“

Nachdem die Lieder fertig produziert waren, übernahmen Kevin Grainger und Julio Rodriguez Sangrador das endgültige Mastering und Mixing.

## The-Cube-Kampagne
Am 24. Mai 2019 wurde bekanntgegeben, dass am 1. Juni 2019 im Zuge des Albums eine Kampagne starten würde. Diese trug den Titel „Step into the cube“. Hierbei handelte es sich um Würfel, die in verschiedenen Städten aus ganzer Welt, errichtet wurden. In den Würfeln befand sich ein Bildschirm, auf dem man seine Hand ablegen sollte, woraufhin man mit einem anderen Würfel verbunden wurde. In beiden Würfeln ist daraufhin der gleiche Song vom Album zu hören.
Als Hintergrund des Ganzen wurde erklärt, dass in den vergangenen Jahren viele Geschichten erzählt wurden, in denen Musik Menschen verbunden hätte und ihnen mit ihrer Gesundheit helfen würde. Avicii hätte ebenfalls eine wichtige Rolle im Leben vieler Menschen gespielt. So wären beispielsweise sich fremde Menschen allein durch seine Musik zu guten Freunden geworden. Und genau hier setzt das Projekt an. Durch das Hören der neuen Musik von Avicii an unterschiedlichen Orten, teilen Fans aus der gesamten Welt dieses Erlebnis.
Errichtet wurden die Würfel in mehreren Städten. Erstmals betreten werden konnten sie am 1. Juni 2019.
- Auckland, Neuseeland
- Berlin, Deutschland
- Bukarest, Rumänien
- London, Vereinigtes Königreich
- New York City, Vereinigte Staaten
- Oslo, Norwegen
- Paris, Frankreich
- Salzburg, Österreich
- São Paulo, Brasilien
- Stockholm, Schweden
- Sydney, Australien
- Taipeh, China
- Tokyo, Japan
- Toronto, Kanada
- Zürich, Schweiz

## Titel und Artwork

### Namensgebung
Das Studioalbum trägt den Titel Tim und somit den bürgerlichen Vornamen Aviciis. Dieser wurde auf Wunsch der Familie gewählt, um ihm Tribut zu zeugen. Damit wird die vorherige EP-Serie sowie auch die True-Stories-Reihe ausgeklammert und ein allein stehendes Studioalbum präsentiert. In einem Interview, das vom US-amerikanischen Sender NBC ausgestrahlt wurde, sagte Aloe Blacc, dass man „in diesen Aufnahmen Tim an stelle von Avicii“ hören würde. Dies hätte bei der Titelwahl ebenfalls eine große Rolle gespielt.

### Albumcover
Das Album-Cover stellt ein grau gefärbtes Quadrat dar, welches mittig ein Foto von Avicii im Porträt zeigt. Oberhalb des Fotos ist das Logo des Musikers zu sehen, das von zwei schwarzen Dreiecke gebildet wird. Diese repräsentieren das A und das V seines Künstlernamens und begleiteten ihn durch einen wesentlichen Teil seiner Karriere. Nicht nur war das Logo auf den Veröffentlichungen und Online-Präsenzen zu finden, sondern tauchten auch während seiner Live-Auftritte und Merchandise-Produkten auf. Links neben dem Foto ist das Veröffentlichungsjahr 2019 sowie rechts der Titel Tim angegeben. Unterhalb ist Aviciis Name in Form seines zweiten, bereits seit 2011 bestehenden Logos zu lesen.
Im Booklet ist neben der Titelliste ein Bild von Avicii auf schwarzem Hintergrund zu sehen. Ein Schriftzug zitiert eine der Notizen, die er während seines Oman-Aufenthaltes auf seinem Mobiltelefon speicherte:

„Verbreite Positivität durch meine Musik, in Botschaften. Und genieße den Erfolg aber nicht den materialistischen Erfolg.“

## Titelliste
| #         | Titel                                        | Autoren | Länge |
| --------- | -------------------------------------------- | --- | ----- |
| 1.        | Peace of Mind (feat. Vargas & Lagola)        | Tim Bergling, Salem Lars Al Fakir, Vincent Fred Pontare                                                                                         | 3:00  |
| 2.        | Heaven (feat. Chris Martin)                  | Bergling, Carl Falk, Christopher Anthony John Martin                                                                                            | 4:37  |
| 3.        | SOS (feat. Aloe Blacc)                       | Bergling, Albin Nedler, Kristoffer Fogelmark, Kandi Burruss, Tameka Cottle, Kevin Briggs                                                        | 2:37  |
| 4.        | Tough Love (feat. Agnes and Vargas & Lagola) | Bergling, Al Fakir, Pontare, Isak Alverus | 3:11  |
| 5.        | Bad Reputation (feat. Joe Janiak)            | Bergling, Falk, Joseph Janiak | 3:25  |
| 6.        | Ain’t a Thing (feat. Bonn)                   | Bergling, Falk, Janiak, Joakim Berg | 3:03  |
| 7.        | Hold the Line (feat. Arizona)                | Bergling, Lucas von Bahder, Zachary Hannah, David Labuguen, Nathan Esquite, Patrick Jones Bianco, Andrew Jackson                                | 2:51  |
| 8.        | Freak (feat. Bonn)                           | Bergling, Nedler, Fogelmark, Hachidai Nakamura, Rokusuke Ei, Justin Vernon, Samuel Smith, James Napier, William Phillips, Jeff Lynne, Tom Petty | 2:59  |
| 9.        | Excuse Me Mr. Sir (feat. Vargas & Lagola)    | Bergling, Al Fakir, Pontare, Marcus Thunberg Wessel                                                                                             | 3:07  |
| 10.       | Heart Upon My Sleeve (feat. Imagine Dragons) | Bergling, Ash Pournouri, Daniel Reynolds, Wayne Sermon, Benjamin McKee, Daniel Platzman                                                         | 4:14  |
| 11.       | Never Leave Me (feat. Joe Janiak)            | Bergling, Nedler, Fogelmark, Janiak, Martin Svensson                                                                                            | 2:51  |
| 12.       | Fades Away (feat. Noonie Bao)                | Bergling, Falk, Janiak, Berg | 2:58  |
|           |                                              | Insgesamt: | 38:53 |
| Bonus-DVD |                                              | |       |
| 1.        | The Story Behind The Album “Tim”             | The Story Behind The Album “Tim” | 4:13  |
| 2.        | The Story Behind “SOS”                       | The Story Behind “SOS” | 6:54  |
| 3.        | SOS (Fan Memories Video)                     | SOS (Fan Memories Video) | 2:39  |
|           |                                              | Insgesamt: | 14:46 |

## Singleauskopplungen

### SOS
Am 10. April 2019 erschien die erste Singleauskopplung SOS, die zusammen mit Kristoffer Fogelmark und Albin Nedler entstand. Parallel mit der Single, erschien auch das offizielle Musikvideo, das Erinnerungen und Rückblicke von Aviciis Fans zeigt. Parallel veröffentlichte der YouTube-Kanal „Proximity“ auch ein Lyric-Video. Den Gesang steuerte der US-amerikanische Sänger Aloe Blacc posthum bei.
Gemeinsam schrieben sie das Lied kurze Zeit nachdem ihr erster gemeinsamer Track Pure Grinding während der Stories-Session produziert wurde. Nachdem das Instrumental fertig war, berieten Fogelmark, Nedler und Avicii, wer den Gesangspart übernehmen solle. Bereits zu dieser Zeit fiel auch der Name Aloe Blacc. Dieser interpretiert die Zeilen SOS als zum einen eine Beschreibung Aviciis „eigener Kämpfe“, zum anderen aber auch als eine Art Geschenk an Menschen, die tatsächlich Hilfe benötigen und nicht die richtigen Worte dafür finden. Fogelmark und Nedler beschreiben den Song als „trocken“ in den Strophen und „stimmungsvoll“ im Drop. Ursprünglich soll Avicii die Melodie des Mainparts für einen anderen Song vorgesehen haben, doch durch einen Geistesblitz von Nedler landete sie schließlich im Grundgerüst von SOS. Nach Aviciis Tod stellten Fogelmark und Nedler den Track fertig und luden Blacc ins Studio ein, um den Gesang posthum beizusteuern. Melodisch orientiert sich der Song lose am Lied No Scrubs des US-amerikanischen Trios TLC.
Wenige Wochen nach Veröffentlichung der Single, erschien ein Remix des niederländischen DJs und Produzenten Laidback Luke. Dieser erhielt den Auftrag den Song neu abzumischen, da Avicii seine Musik zu seinen größten Einflüssen zählt und weit vor seinem Durchbruch Laidback Lukes Forum und somit dessen persönliches Feedback als ein großes Sprungbrett nutzen konnte. Er hätte ihn immer als einen Mentor gesehen und den Wunsch geäußert, eines Tages einen von ihm produzierten Remix veröffentlichen zu dürfen. Laidback Luke nutzte diese Gelegenheit, um einen Tribut-Remix zu produzieren, in dem er Klänge von einigen von Aviciis ersten Erfolgen (My Feelings for You, Levels) in diesem verarbeitete.
Das Lied erhielt insbesondere für seinen gefühlsbetonten Text, der auch Aviciis eigene Zweifel beschreibt, positive Kritiken. Zudem betonte Kat Bein vom „Billboard“-Magazin, dass der Song „definitiv Aviciis melodische Strukturen und Klänge aufweist, wenn auch die wichtigsten Parts mit neuen Elementen gemischt“ wären. Diese wurden mit „fast Dancehall-beeinflussten Beats“ verglichen.
SOS erreichte in mehreren Ländern die Spitze der Charts, darunter in Aviciis Heimatland Schweden und im benachbarten Finnland. In 16 weiteren Ländern erreichte die Single Top-10-Platzierungen; so rückte es beispielsweise in Deutschland bis auf Platz 8, in Großbritannien bis auf Platz 6 und in Australien bis auf Platz 8. Darüber hinaus betrugen die Streamingzahlen auf der Streamingplattform Spotify nach rund einem Monat über 130 Millionen.

### Tough Love
Am 9. Mai 2019 wurde die zweite Singleauskopplung aus dem kommenden Studioalbum veröffentlicht. Diese trägt den Titel Tough Love und entstand in Zusammenarbeit mit dem schwedischen Musiker-Duo Vargas & Lagola, bestehend aus Vincent Pontare und Salem Al Fakir, das unter anderem an Silhouettes, You Make Me und Friend of Mine beteiligt war. Parallel zur Songveröffentlichung erschienen auch mehrere verifizierte Lyric-Videos. Das offizielle Musikvideo folgte am 14. Mai 2019. Dieses wurde vom Choreografen Fredrik Benke Rydman (unter anderem Regisseur von Måns Zelmerlöws ESC-Auftritt mit Heroes) inszeniert. Zu sehen sind die schwedische Tänzerin Ellen Lindblad und der deutsche Tänzer Daniel Asamoah während des Aufführens einer Choreografie an einer Küste.
Tough Love stammt aus einer Studiosession, die im März 2016 in Austin (Texas) stattfand. Bereits hier wurden verschiedene Demo-Versionen produziert, die teilweise auch in Live-Streams zu hören waren. Seinerzeit enthielt der Song den Beinamen In Your Arms. Unterstützung beim Songwriting erhielt er bereits hier von Salem Al Fakir und Vincent Pontare, die den Song nach Aviciis Tod für die Single-Veröffentlichung fertigstellten. In einem Interview erzählten sie, dass Avicii sich melodisch an den Klängen indischer Musik orientierte. Für eine maßgebende Stimmung, auf der der Song aufbaut, ist ein Violinen-Sample aus dem Hindi-Film Raanjhanaa verantwortlich. In einer Textnachricht äußerte Avicii den Wunsch, dass das Lied von einem „echten Paar“ gesungen wird.

„Diese Nummer muss ein Duett werden. Das Coolste wäre es, wenn es von einem echten Paar übernommen wird. Oder von einem Pärchen, dass oft genug zusammengearbeitet hat, um fast als echtes Paar durchzugehen.“

Im Zuge dieses Wunsches steuerte Pontare den Gesang gemeinsam mit seiner Ehefrau Agnes Carlsson bei.
Während Emily Zemler vom „Rolling Stone“ den Song als eine „Upbeat“-Nummer beschreibt, nahm das Magazin „Billboard“ ihn als einen „sommerlichen, mitreißenden Dance-Pop-Track“ wahr.
Neben Top-10-Platzierungen in Neuseeland, Norwegen und Schweden, rückte der Song auch in die unter anderem deutschen, niederländischen und britischen Single-Charts vor.

### Heaven
Am 6. Juni 2019 wurde parallel mit der Veröffentlichung von Tim der Song Heaven als dritte Single ausgekoppelt. Er entstand in Zusammenarbeit mit dem britischen Sänger, Songwriter und Komponist Chris Martin, mit dem er bereits das Lied True Believer für sein zweites Album Stories aufnahm. Zur selben Zeit wurde auch ein offizielles Lyric-Videos veröffentlicht.
Der Song wurde im Mai 2014 zusammen mit Chris Martin während einer gemeinsamen Studiosession geschrieben. Diese diente ebenfalls der Entstehung der Lieder A Sky Full of Stars und Hymn for the Weekend des Studioalbums Ghost Stories der Rock-Pop-Band Coldplay, der Martin angehört. Erstmals gespielt wurde das Lied während Aviciis Auftritt beim Future Music Festival 2015.
Im März 2015 präsentierte Avicii das Lied beim Ultra Music Festival 2015 in einer anderen Version, die Gesang vom Cherry-Ghost-Frontmann Simon Aldred (Sänger von Waiting for Love) enthält. Im Mai 2015 nahm er in der 37 Episode des Le7els-Podcasts hierzu Stellung und sagte, dass er das Gefühl hätte, dass Aldred dem Song gerechter werden würde. Im Juli 2015 gab Avicii in einem Interview mit der Sunday Times bekannt, dass der Song nach wie vor in Arbeit wäre. Als einen Grund nannte er den Perfektionismus, mit welchem nicht nur er, sondern auch Chris Martin am Werk wäre.

„Chris ist einer der größten Künstler, die ich je getroffen habe - und ein Perfektionist. Wir haben etwa 600 Versionen des Songs gemacht und er wollte immer noch, dass ich den Gesang optimiere.“

Nachdem es der Song entgegen der Erwartungen seiner Fans nicht auf das Album Stories geschafft hatte, holte er sich 2016 Carl Falk zur Seite, um Heaven zu überarbeiten. Hier wurden unter anderem der Gesang von Aldred neu aufgenommen und E-Gitarren hinzugefügt. Avicii spielte diese Version des Tracks im Laufe seiner 2016er-Tournee.
Kurz vor seinem Tod beschloss er schließlich, die Version mit Chris Martin ein weiteres Mal mit Carl Falk zu überarbeiten und zu veröffentlichen. Gemeinsam mit einer Reihe weiterer teils unvollendeter Produktionen ließ Avicii das Lied seinem Freund und DJ-Kollegen Nicky Romero zukommen, damit dieser ihn in seine Sets mit aufnehmen konnte. Nachdem der Schwede kurz darauf verstorben war, widmete Romero ihm die Premiere der nahezu fertigen Version beim Kingsland Festivals im Jahr 2018. Unter anderem präsentierte er den Track beim Tomorrowland 2018 und beim Ulta Music Festival in Japan. Am 27. Mai 2018 wurde diese Version als Leak auf Soundcloud veröffentlicht.
Nachdem Carl Falk den Song fertigstellte, wurde mit Ankündigung des posthumen Albums im April 2019, bekanntgegeben, dass das Lied Heaven auf diesem enthalten sein würde.
Timo Büschleb vom Online-Magazin Dance-Charts beschrieb das Lied als bestehend aus „tiefgehenden Lyrics und einer warmen, von Avicii-Merkmalen geprägten Melodie“.

### Singles in den Charts
| Jahr | Titel Gastmusiker                        | Höchstplatzierung, Gesamtwochen, AuszeichnungChartplatzierungen (Jahr, Titel, Gastmusiker, Platzierungen, Wochen, Auszeichnungen, Anmerkungen) | Höchstplatzierung, Gesamtwochen, AuszeichnungChartplatzierungen (Jahr, Titel, Gastmusiker, Platzierungen, Wochen, Auszeichnungen, Anmerkungen) | Höchstplatzierung, Gesamtwochen, AuszeichnungChartplatzierungen (Jahr, Titel, Gastmusiker, Platzierungen, Wochen, Auszeichnungen, Anmerkungen) | Höchstplatzierung, Gesamtwochen, AuszeichnungChartplatzierungen (Jahr, Titel, Gastmusiker, Platzierungen, Wochen, Auszeichnungen, Anmerkungen) | Höchstplatzierung, Gesamtwochen, AuszeichnungChartplatzierungen (Jahr, Titel, Gastmusiker, Platzierungen, Wochen, Auszeichnungen, Anmerkungen) | Höchstplatzierung, Gesamtwochen, AuszeichnungChartplatzierungen (Jahr, Titel, Gastmusiker, Platzierungen, Wochen, Auszeichnungen, Anmerkungen) | Höchstplatzierung, Gesamtwochen, AuszeichnungChartplatzierungen (Jahr, Titel, Gastmusiker, Platzierungen, Wochen, Auszeichnungen, Anmerkungen) | Anmerkungen                                                |
| Jahr | Titel Gastmusiker                        | DE | AT | CH | UK | US | Dance | SE | Anmerkungen                                                |
| --- | ---------------------------------------- | --- | --- | --- | --- | --- | --- | --- | ---------------------------------------------------------- |
| 2019 | SOS feat. Aloe Blacc                     | DE8 Platin · (22 Wo.)DE | AT4 (24 Wo.)AT | CH3 (25 Wo.)CH | UK6 Platin · (22 Wo.)UK | US68 (3 Wo.)US | Dance6 (26 Wo.)Dance | SE1 (47 Wo.)SE | Erstveröffentlichung: 10. April 2019 Verkäufe: + 2.535.000 |
| 2019 | Tough Love feat. Agnes & Vargas & Lagola | DE72 (1 Wo.)DE | AT45 (4 Wo.)AT | CH31 (2 Wo.)CH | UK60 (2 Wo.)UK | — | Dance9 (10 Wo.)Dance | SE2 (25 Wo.)SE | Erstveröffentlichung: 9. Mai 2019 Verkäufe: + 20.000       |
| 2019 | Heaven Gastsänger: Chris Martin          | DE30 (3 Wo.)DE | AT21 (3 Wo.)AT | CH11 (11 Wo.)CH | UK20 (9 Wo.)UK | US83 (1 Wo.)US | Dance4 (20 Wo.)Dance | SE2 (16 Wo.)SE | Erstveröffentlichung: 6. Juni 2019 Verkäufe: + 1.070.000   |
| Folgende Lieder erschienen nicht als Single, wurden aber durch das Album zum Download und Streaming bereitgestellt und konnten somit eine Platzierung erlangen: |                                          | | | | | | | |                                                            |
| |                                          | | | | | | | |                                                            |
| 2019 | Bad Reputation feat. Joe Janiak          | — | — | — | — | — | Dance23 (3 Wo.)Dance | SE9 (3 Wo.)SE | Charteinstieg: 14. Juni 2019                               |
| 2019 | Heart Upon My Sleeve mit Imagine Dragons | — | — | CH44 (1 Wo.)CH | — | — | Dance14 (4 Wo.)Dance | SE11 (3 Wo.)SE | Charteinstieg: 14. Juni 2019                               |
| 2019 | Freak feat. Bonn                         | — | — | — | — | — | Dance25 (… Wo.)Dance | SE12 (… Wo.)SE | Charteinstieg: 14. Juni 2019                               |
| 2019 | Hold the Line feat. Arizona              | — | — | — | — | — | Dance18 (1 Wo.)Dance | SE16 (4 Wo.)SE | Charteinstieg: 14. Juni 2019                               |
| 2019 | Peace of Mind feat. Vargas & Lagola      | — | — | — | — | — | Dance22 (2 Wo.)Dance | SE17 (2 Wo.)SE | Charteinstieg: 14. Juni 2019                               |
| 2019 | Ain’t a Thing feat. Bonn                 | — | — | — | — | — | Dance26 (1 Wo.)Dance | SE21 (2 Wo.)SE | Charteinstieg: 14. Juni 2019                               |
| 2019 | Fades Away feat. Noonie Bao              | — | — | — | — | — | Dance28 (1 Wo.)Dance | SE26 (2 Wo.)SE | Charteinstieg: 14. Juni 2019                               |
| 2019 | Never Leave Me feat. Joe Janiak          | — | — | — | — | — | Dance29 (1 Wo.)Dance | SE28 (2 Wo.)SE | Charteinstieg: 14. Juni 2019                               |
| 2019 | Excuse Me Mr. Sir feat. Vargas & Lagola  | — | — | — | — | — | Dance34 (1 Wo.)Dance | SE30 (1 Wo.)SE | Charteinstieg: 14. Juni 2019                               |

## Rezensionen
Aviciis Verleger Johnny Tennander von „Sony/ATV Music Publishing“ erzählte, dass die Lyrics seine Fähigkeiten als Songwriter unter Beweis stellen. Er beschrieb das Album als sich „kohärent und persönlich anfühlend“. Der schwedische DJ und Produzent Alesso äußerte sich via Instagram zu dem Thema. Er sah die Veröffentlichung des Albums gespalten. Zum einen sagte er, er fände es großartig, dass wir zu hören bekommen, woran er gearbeitet hatte, zum anderen jedoch auch traurig, da er das Gefühl habe, es würde sich anders anhören, wenn er selber die Lieder fertiggestellt hätte.
Harold Heath von DJ Mag beschrieb, dass beim Hören des Albums auffällt, dass ein „Widerspruch zwischen der euphorischen Stimmung eines Großteils der Musik und ihrem dunkleren lyrischen Inhalt“ herrsche. Dieser zeuge von Aviciis Art des Songwritings, indem er „dunkle und helle Themen mischte“. Es gäbe „letztendlich keine Antworten in ‘Tim’“. Auch Timo Büschleb vom Online-Magazin Dance-Charts lobte die „großartigen Texte und beeindruckenden Melodien“, die Avicii in diesem Album verpackte, merkte jedoch an, dass hier „kaum Spuren seines ursprünglichen Progressive-House-Stiles“ enthalten wären. Durch das Fehlen dieser, fehle „es dem Werk für die Rolle eines posthumen Albums an Charisma“. Philipp Krause von „laut.de“ erläuterte diese Problematik anhand eines Beispiels:

„Statt eines Albums von Avicii bekommt der Fan hier ein Album über Avicii; feiner Unterschied. Hört man im Kontrast dazu etwa den Extended Mix von ‚Seek Bromance‘ aus dem Jahre 2010, fällt auf: Aviciis Kernkompetenz lag darin, Stimmungen und Spannungen über lange Passagen aufzubauen, und das auch mal ganz ohne Text. Von dieser wichtigen Seite seines Lebenswerks hört man auf “Tim” bedauerlicherweise nichts.“

Lena Zschirpe, Autorin der Seite „Plattentests“, hob in ihrem Kommentar zu dem Album neben der „Musik, die textlich das Leben feiert und im nächsten Moment bei aller tragischen Ironie das Sterben vor Glück thematisiert“, insbesondere „das Gleichgewicht zwischen elektronischen Spielereien und rein analogen Instrumenten wie einem Klavier oder einer Akustik-Gitarre“ positiv hervor.

## Kommerzieller Erfolg

### Chartplatzierungen
| ChartsChartplatzierungen       | Höchstplatzierung | Wochen |
| ------------------------------ | ----------------- | ------ |
| Deutschland (GfK)              | 5 (10 Wo.)        | 10     |
| Österreich (Ö3)                | 3 (14 Wo.)        | 14     |
| Schweden (GLF)                 | 1 (102 Wo.)       | 102    |
| Schweiz (IFPI)                 | 2 (18 Wo.)        | 18     |
| Vereinigte Staaten (Billboard) | 11 (7 Wo.)        | 7      |
| Vereinigtes Königreich (OCC)   | 7 (5 Wo.)         | 5      |

| ChartsJahrescharts (2019) | Platzierung |
| ------------------------- | ----------- |
| Schweden (GLF)            | 4           |
| Schweiz (IFPI)            | 71          |

| ChartsJahrescharts (2020) | Platzierung |
| ------------------------- | ----------- |
| Schweden (GLF)            | 16          |

| ChartsJahrescharts (2021) | Platzierung |
| ------------------------- | ----------- |
| Schweden (GLF)            | 70          |

### Auszeichnungen für Musikverkäufe
| Land/Region                  | Auszeichnungen für Musikverkäufe (Land/Region, Auszeichnung, Verkäufe) | Verkäufe |
| ---------------------------- | ---------------------------------------------------------------------- | -------- |
| Dänemark (IFPI)              | Platin                                                                 | 20.000   |
| Italien (FIMI)               | Gold                                                                   | 25.000   |
| Neuseeland (RMNZ)            | Gold                                                                   | 7.500    |
| Polen (ZPAV)                 | Gold                                                                   | 10.000   |
| Vereinigtes Königreich (BPI) | Silber                                                                 | 60.000   |
| Insgesamt                    | 1× Silber · 3× Gold · 1× Platin ·                                      | 122.500  |

Hauptartikel: Avicii/Auszeichnungen für Musikverkäufe

## Trivia
- Die Idee für das Lied Peace of Mind entstand während eines Gespräches zwischen Avicii und Vargas & Lagola über den dauerhaften Drang online zu sein. Der Text äußert sich sozialkritisch zu diesem Thema. Bereits nach den ersten Demos sah Bergling es als eine Art Intro-Song.
- SOS enthält eine Interpolation des Liedes No Scrubs von TLC, der von Tameka Cottle, Kandi Burruss, and Kevin „She’kspere“ Briggs geschrieben wurde.[74]
- Tough Love enthält ein Sample des Liedes Banarasiya vom Soundtrack des Hindi-Filmes Raanjhanaa, der von A. R. Rahman komponiert wurde.[42]
- Freak enthält melodische Ähnlichkeit zum Lied Stay with Me von Sam Smith, das wiederum auf dem Song I Won’t Back Down von Tom Petty basiert. Des Weiteren enthält der Chorus ein „Pfeifen“, welches ein Sample aus dem Lied Sukiyaki von Kyu Sakamoto aus dem Jahr 1961 darstellt. Er stieß zufällig auf den Song während er auf YouTube herumstöberte.
- In Bad Reputation wollte Avicii Charakterzüge afrikanischer Musik einfließen lassen. Frühere Versionen des Liedes bauten auf traditionellen arabischen Klängen auf.
- Den Pre-Refrain von Ain’t a Thing schrieb Avicii allein. Er wollte insbesondere in diesem einen Anstieg des Spannungsbogen erreichen.
- Das Grundgerüst von Hold the Line wurde Avicii von Arizona als Demo zugesandt, woraufhin er sie ins Studio einlud. Über 20 verschiedene Drops wurden für den Song erstellt.
- Der Arbeitstitel von Excuse Me Mr. Sir hieß Freak. Er wollte sich bei dem Song auf neues Terrain wagen und ließ Stilmittel unterschiedlichster Musiker, darunter den Red Hot Chili Peppers und Crazy Town mit einfließen.
- Mit Heart Upon My Sleeve ist ein Song enthalten, der bereits auf der Titelliste seines Debüt-Albums True zu finden war. Jedoch fiel die Wahl damals auf eine fertige Instrumentalversion, anstelle der noch in Arbeit befindlichen Vocal-Version, die beim Ultra Music Festival 2013 gespielt wurde. Diese entstand in Zusammenarbeit mit Dan Reynolds, dem Sänger der US-amerikanischen Indie-Band Imagine Dragons sowie deren Gitarristen Daniel Wayne Sermon während einer gemeinsamen Session in Aviciis Studio. Nachdem die Vocal-Version nie fertiggestellt wurde, vollendete nun die Imagine Dragons das Lied für die Tracklist von Tim.[75]
- Never Leave Me war das letzte Lied, das Avicii schrieb. Es entstand nur einen Tag vor seiner Abreise nach Oman.
- Das Lied Fade Away wurde rund um die Textzeile „Don’t you love it how it all just fade away“ geschrieben. Noonie Bao wurde erst nach Aviciis Tod für den Gesang der Endfassung kontaktiert. Der Demoversion lieh John Janiak seine Stimme.
- Am 29. Juli 2019 wurde im Internetforum reddit von einem vermeintlichen Mitarbeiter von „Universal Sweden“ ein Bild geteilt, dass die Titelliste eines Remix-Albums von Tim, welches in Kürze erscheinen sollte, zeigte. Neben den bereits veröffentlichten Remixen von Laidback Luke und Tiësto, sollten hier auch Remixe von unter anderem Jay Hardway, Martin Garrix und Otto Knows enthalten sein. Zusätzlich standen die unveröffentlichten Lieder Our Love und Forever Yours (als Remix-Version), die seit seinem Ultra-Music-Festival-Auftritt sehr gefragt waren, auf der Liste. Nachdem mehrere Magazine hiervon berichteten und innerhalb kürzester Zeit ein Hype entstand, gab der Urheber des Bildes zu, dass es sich hierbei um einen Schwindel handle und es lediglich als Streich für einen Freund dienen sollte.[76]
- Alle Einnahmen, die durch das Album erzielt werden, gehen an die Tim Bergling Foundation, eine Stiftung, die nach seinem Tod von seiner Familie gegründet wurde und sich für psychische Gesundheit und Suizidprävention einsetzt.[26]